# 休斯顿英亩 (肯塔基州)
休斯顿英亩（英語：Houston Acres），是美国肯塔基州的一座城市。面积约为0.3平方公里（0.1平方英里）。根据2010年美国人口普查，该市的人口为507人。